# Valcanville
Valcanville ist eine französische Gemeinde mit 391 Einwohnern (Stand: 1. Januar 2022) im Département Manche in der Region Normandie. Sie gehört zum Arrondissement Cherbourg und zum Kanton Val-de-Saire.

## Geographie
Die Gemeinde liegt in der Landschaft Val de Saire auf der Halbinsel Cotentin. Sie grenzt im Nordwesten an Clitourps und Tocqueville, im Norden an Sainte-Geneviève, im Nordosten an Montfarville, im Südosten an Anneville-en-Saire, im Süden an Le Vicel, im Südwesten an Le Vast und im Westen an Canteloup. 

## Bevölkerungsentwicklung
| Jahr      | 1962 | 1968 | 1975 | 1982 | 1990 | 1999 | 2008 | 2018 |
| --------- | ---- | ---- | ---- | ---- | ---- | ---- | ---- | ---- |
| Einwohner | 465  | 450  | 421  | 402  | 421  | 387  | 368  | 409  |

## Sehenswürdigkeiten
- Kirche Notre-Dame
- Oratorium Notre-Dame de la Délivrance

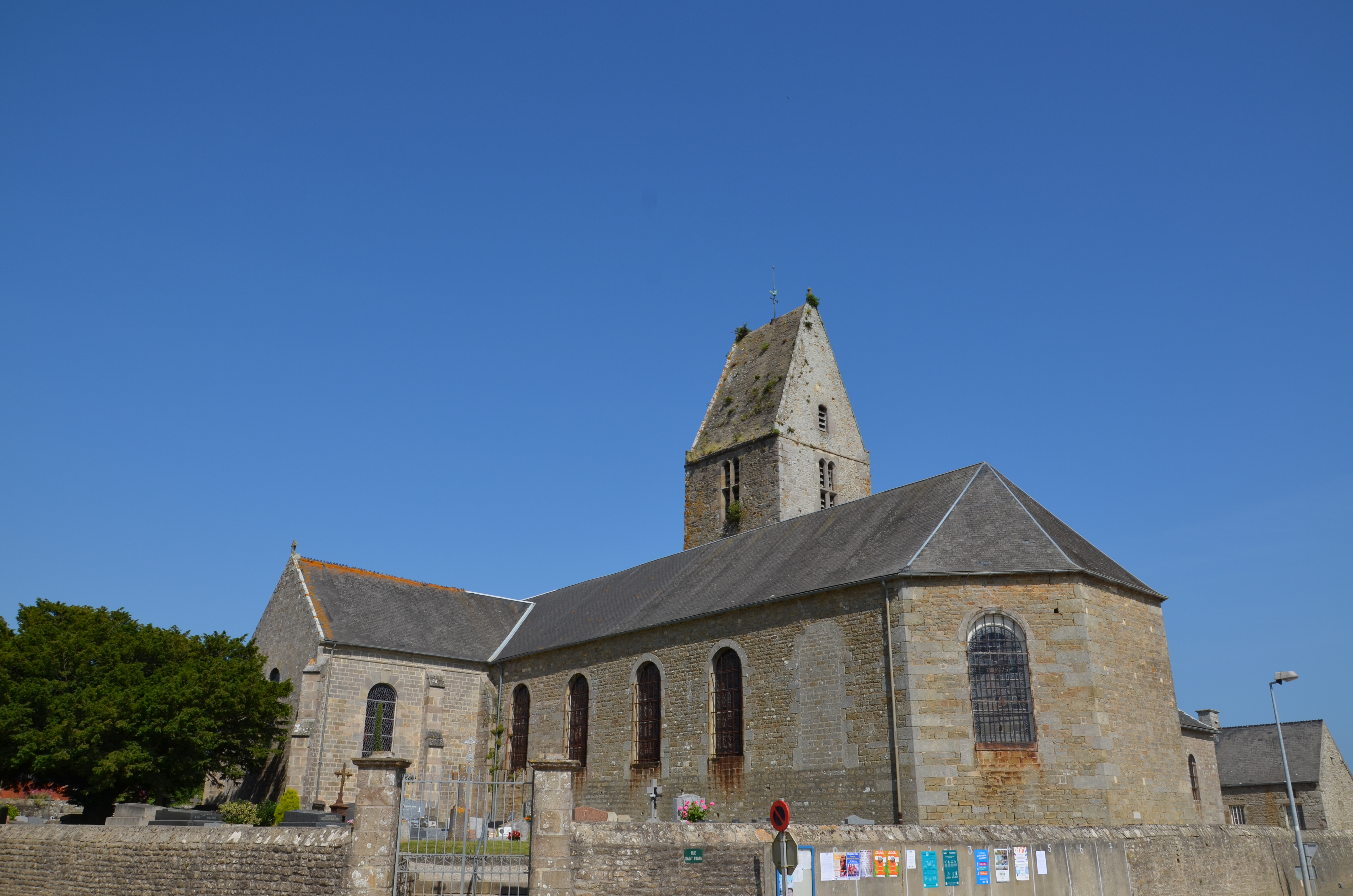
Kirche Notre-Dame

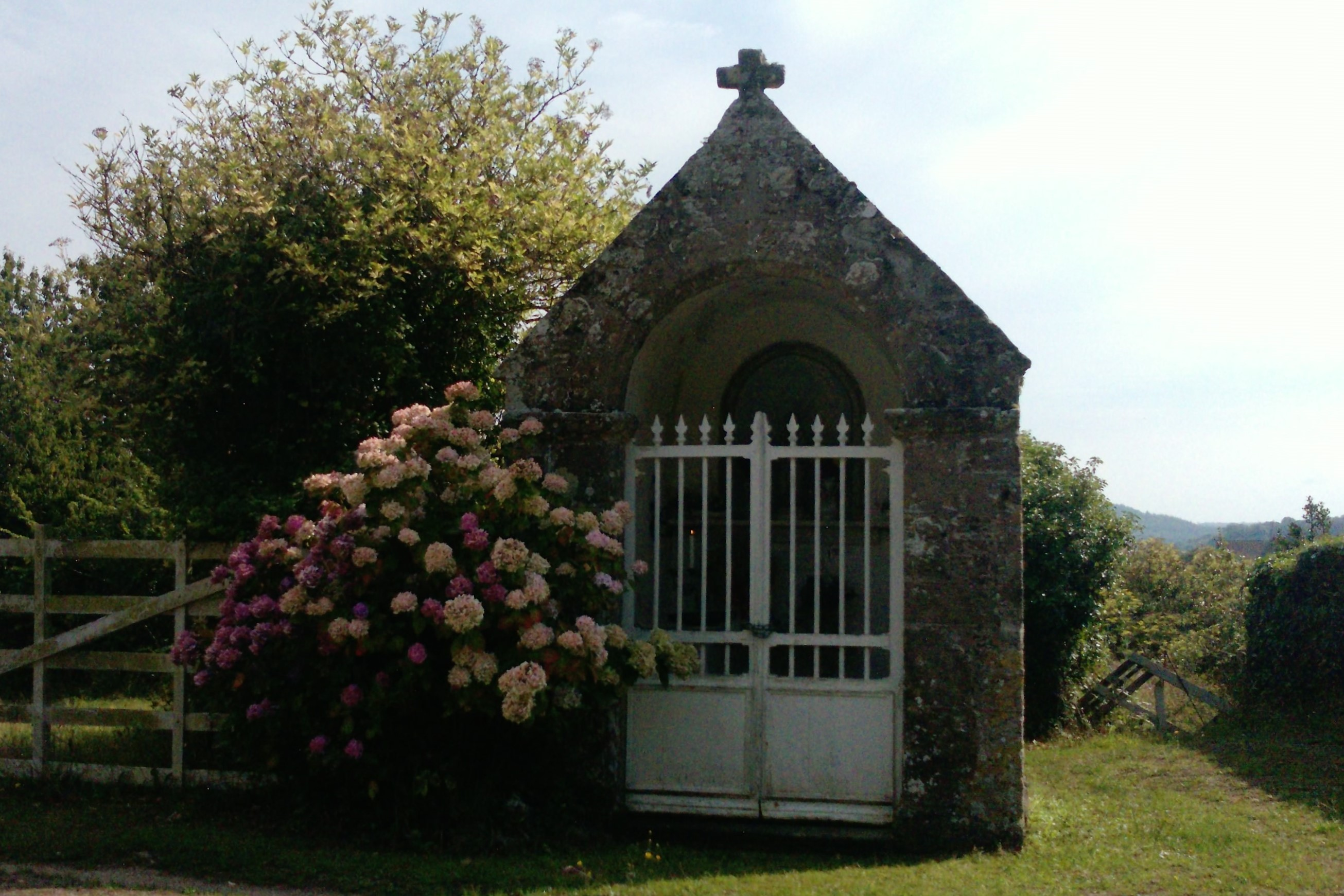
Oratorium